# Char B1
Char B1 je bil francoski tank. 

## Zgodovina
Koncept za ta tank je naredil general Jean-Baptiste Eugène Estienne že v dvajsetih. 27. januarja leta 1926 je bilo odločeno, da se naredijo trije prototipi. Prototipi so bili narejeni leta 1930. Do takrat so naredili še nekaj popravkov na tanku. 6. aprila 1934 je bilo naročenih prvih sedem tankov.  
Tank so izdelovali v večjih podjetjih. Največ so jih naredili v podjetju Renault, kjer so jih naredili 182. Podjetju so sledila še FCM z 72. tanki, FAMH z 70. tanki, AMX z 47. tanki in Schneider z 32. tanki. Kljub temu, da je bil Renault primaren proizvajalec tankov, ta tank ni bil njihov plod. Pravo ime ni Renault Char B1 kot se večkrat pojavlja.

## Verzije

### Char B1
Char B1 je imel oklep debeline 40 mm. Na trupu je imela pritrjeno polno vrtljivo kupolo s topom 47 mm. Ta top je imel zelo slabo prodornost, saj je prebil le 25 mm, zato so kasneje namestili top 75 mm. Ta top je imel svoj polnilec, zato sta bila v posadki samo operater za zveze in voznik. Vsa vozila so imela radio ER53. Po tem radiu so se sporazumevali le po morsejevi abecedi. Vsak tank je imel tri mehanike, ki so v bojih lahko postali tudi del standardne posadke. Motor z 272 konjskimi močmi je dal dovolj moči tanku, da je ta dosegel hitrost 28 km/h. Doseg tanka je bil 200 kilometrov. Med decembrom 1935 in junijem 1937 je bilo narejenih 34 tankov tega tipa. Te tanki so imeli serijske številke od 102 do 135. 

### Char B1 bis
Char B1 bis je izboljšana verzija tanka Char B1. Oklep je bil odebeljen na 60 mm (ob straneh na 55 mm). Izboljšan je bil tudi top 47 mm, ki je imel veliko boljšo prebojnost. Proizvodnja teh tankov je bila primarna. Od 8 aprila 1937 pa do junija 1940 je bilo narejenih 369 enot od 1144 naročenih. Pred vojno je bila proizvodnja zelo počasna. 
Kljub močnejšemu motorju z 307. konjskimi močmi je bil tank počasnejši za 3 km/h. Počasnejši je bil predvsem zaradi večje teže, saj je ta verzija tehtala 31.5 ton. Doseg tanka je bil 189 kilometrov. Leta 1940 je prišla še ena novost. To je bil nov radio ER51, ki je omogočal pogovore. Nekateri tanki so še zmeraj obdržali star radio ER55, saj je zvok motorja preglasil govorca na drugi strani.

### Char B1 ter
Char B1 ter je bila verzija z ukrivljenim oklepom debeline 70 mm. Tehtal je 36.6 ton. Moč motorja je bila 350 konjskih moči. Tank so naredili, da bi zamenjal verzijo Char B1 bis po letu 1940. Preden je bila Francija poražena sta bila narejena dva prototipa.